# 5815 Shinsengumi
Az 5815 Shinsengumi (ideiglenes jelöléssel 1989 AH) a Naprendszer kisbolygóövében található aszteroida. Tsutomu Seki fedezte fel 1989. január 3-án.